# Speak of the Devil Tour
Speak of the Devil Tour fue la tercera gira de conciertos realizada por el músico británico Ozzy Osbourne, en soporte del álbum en vivo Speak of the Devil, publicado el 27 de noviembre de 1982. Hubo tres fases en esta gira: los conciertos de "Speak of the Devil" y las etapas europeas y norteamericanas, además de la participación en el US Festival de 1983.

## Personal

### Speak of the Devil
- Ozzy Osbourne – Voz
- Brad Gillis – Guitarra
- Rudy Sarzo – Bajo
- Tommy Aldridge – Batería
- Don Airey - Keyboards

### Reino Unido
- Ozzy Osbourne – Voz
- Brad Gillis – Guitarra
- Pete Way – Bajo
- Tommy Aldridge – Batería
- Lindsay Bridgwater – Teclados

### Europa
- Ozzy Osbourne – Voz
- Jake E. Lee – Guitarra
- Don Costa – Bajo
- Tommy Aldridge – Batería
- Lindsay Bridgwater – Teclados

### Norteamérica
- Ozzy Osbourne – Voz
- Jake E. Lee – Guitarra
- Don Costa – Bajo
- Tommy Aldridge – Batería
- Don Airey – Teclados

### US Festival '83
- Ozzy Osbourne – Voz
- Jake E. Lee – Guitarra
- Bob Daisley – Bajo
- Tommy Aldridge – Batería
- Don Airey – Teclados

## Lista de canciones

### Speak of the Devil
1. "Symptom of the Universe"
2. "Snowblind"
3. "Black Sabbath"
4. "Fairies Wear Boots"
5. "War Pigs"
6. "The Wizard"
7. "N.I.B."
8. "Sweet Leaf"
9. "Never Say Die"
10. "Sabbath Bloody Sabbath"
11. "Iron Man" y "Children of the Grave"
12. "Paranoid"

### Europa
"Diary of a Madman" (Intro)
1. "Over the Mountain"
2. "Mr Crowley"
3. "Crazy Train"
4. "Revelation Mother Earth"
5. "Steal Away the Night"
6. "Suicide Solution"
7. Solo de guitarra
8. Solo de batería
9. "Goodbye to Romance"
10. "I Don't Know"
11. "Believer"
12. "Flying High Again"
13. "Sweet Leaf"
14. "Iron Man" y "Children of the Grave"
15. "Paranoid"

### Europa y Norteamérica
"Diary of a Madman" (Intro)
1. "I Don't Know"
2. "Mr Crowley"
3. "Crazy Train"
4. "Suicide Solution" y solo de guitarra de Jake E. Lee
5. "Revelation Mother Earth"
6. "Steal Away the Night"
7. Solo de batería
8. "Believer"
9. "Flying High Again"
10. "Fairies Wear Boots"
11. "War Pigs"
12. "Iron Man" y "Children of the Grave"
13. "Paranoid"

### US Festival
"Diary of a Madman" (Intro)
1. "Over the Mountain"
2. "Mr Crowley"
3. "Crazy Train"
4. "Suicide Solution" y solo de Jake E. Lee
5. "Revelation Mother Earth"
6. "Steal Away the Night"
7. Solo de batería
8. "I Don't Know"
9. "Flying High Again"
10. "Fairies Wear Boots"
11. "Iron Man" and "Children of the Grave"
12. "Paranoid"

## Fechas
| Fecha                    | Ciudad                     | País               | Escenario                                  |
| Speak of the Devil       | Speak of the Devil         | Speak of the Devil | Speak of the Devil                         |
| ------------------------ | -------------------------- | ------------------ | ------------------------------------------ |
| 26 de septiembre de 1982 | Nueva York                 | Estados Unidos     | The Ritz                                   |
| 27 de septiembre de 1982 | Nueva York                 | Estados Unidos     | The Ritz                                   |
| Europa (primera etapa)   |                            |                    |                                            |
| 10 de diciembre de 1982  | St Austell                 | Inglaterra         | Cornwall Coliseum                          |
| 12 de diciembre de 1982  | Birmingham                 | Inglaterra         | NEC Arena                                  |
| 14 de diciembre de 1982  | Londres                    | Inglaterra         | Wembley Arena                              |
| 16 de diciembre de 1982  | Leeds                      | Inglaterra         | Queens Hall                                |
| 18 de diciembre de 1982  | Newcastle                  | Inglaterra         | Newcastle City Hall                        |
| 19 de diciembre de 1982  | Glasgow                    | Escocia            | The Apollo                                 |
| 20 de diciembre de 1982  | Liverpool                  | Inglaterra         | Royal Court Theatre                        |
| Europa (segunda etapa)   |                            |                    |                                            |
| 12 de enero de 1983      | Helsinki                   | Finlandia          | Töölö Sports Hall                          |
| 14 de enero de 1983      | Stockholm                  | Suecia             | Hovet                                      |
| 16 de enero de 1983      | Copenhague                 | Dinamarca          | Falkoner Center                            |
| 18 de enero de 1983      | Hamburgo                   | Alemania           | Messehallen 8                              |
| 19 de enero de 1983      | Offenbach                  | Alemania           | Stadthalle Offenbach                       |
| 20 de enero de 1983      | Eppelheim                  | Alemania           | Rhein-Neckar-Halle                         |
| 22 de enero de 1983      | Lausanne                   | Suiza              | Palais de Beaulieu                         |
| 24 de enero de 1983      | Düsseldorf                 | Alemania           | Philips Halle                              |
| 25 de enero de 1983      | Neunkirchen                | Alemania           | Hemmerleinhalle                            |
| 26 de enero de 1983      | Sindelfingen               | Alemania           | Messehalle                                 |
| 28 de enero de 1983      | Strasbourg                 | Francia            | Rhenus Hall                                |
| 29 de enero de 1983      | París                      | Francia            | Palais des Sports                          |
| 30 de enero de 1983      | Bruselas                   | Bélgica            | Forest National                            |
| 31 de enero de 1983      | Utrecht                    | Holanda            | Muziekcentrum Vredenburg                   |
| Norteamérica             |                            |                    |                                            |
| 11 de febrero de 1983    | Syracuse                   | Estados Unidos     | Onondaga County War Memorial Arena         |
| 12 de febrero de 1983    | Scranton, Pensilvania      | Estados Unidos     | Lackawanna College                         |
| 14 de febrero de 1983    | College Park, Maryland     | Estados Unidos     | Ritchie Coliseum                           |
| 15 de febrero de 1983    | Huntington, West Virginia  | Estados Unidos     | Huntington Civic Arena                     |
| 18 de febrero de 1983    | Charlotte, North Carolina  | Estados Unidos     | Bojangles' Coliseum                        |
| 19 de febrero de 1983    | Augusta, Georgia           | Estados Unidos     | James Brown Arena                          |
| 20 de febrero de 1983    | Charleston, South Carolina | Estados Unidos     | Charleston County Hall                     |
| 23 de febrero de 1983    | Lakeland, Florida          | Estados Unidos     | Lakeland Civic Arena                       |
| 24 de febrero de 1983    | North Fort Myers, Florida  | Estados Unidos     | Lee County Civic Arena                     |
| 25 de febrero de 1983    | Pembroke Pines, Florida    | Estados Unidos     | Hollywood Sportatorium                     |
| 27 de febrero de 1983    | Montgomery, Alabama        | Estados Unidos     | Garrett Coliseum                           |
| 28 de febrero de 1983    | Huntsville, Alabama        | Estados Unidos     | Von Braun Center                           |
| 1 de marzo de 1983       | Little Rock, Arkansas      | Estados Unidos     | Barton Coliseum                            |
| 2 de marzo de 1983       | Tulsa, Oklahoma            | Estados Unidos     | Tulsa Assembly Center Arena                |
| 4 de marzo de 1983       | Biloxi, Misisipi           | Estados Unidos     | Mississippi Coast Coliseum                 |
| 5 de marzo de 1983       | Baton Rouge, Luisiana      | Estados Unidos     | Baton Rouge State Fairgrounds Amphitheater |
| 7 de marzo de 1983       | Corpus Christi, Texas      | Estados Unidos     | Memorial Coliseum                          |
| 8 de marzo de 1983       | Houston                    | Estados Unidos     | The Summit                                 |
| 9 de marzo de 1983       | Austin, Texas              | Estados Unidos     | Long Center for the Performing Arts        |
| 11 de marzo de 1983      | Odessa, Texas              | Estados Unidos     | Ector County Coliseum                      |
| 12 de marzo de 1983      | Lincoln, Nebraska          | Estados Unidos     | Pershing Center                            |
| Marzo 13 o 14, 1983 ?    | Sioux Falls, South Dakota  | Estados Unidos     | Sioux Falls Coliseum                       |
| 15 de marzo de 1983      | Davenport, Iowa            | Estados Unidos     | Palmer College of Chiropractic             |
| 16 de marzo de 1983      | Peoria, Illinois           | Estados Unidos     | Peoria Civic Center                        |
| 18 de marzo de 1983      | Battle Creek, Míchigan     | Estados Unidos     | Kellogg Arena                              |
| 19 de marzo de 1983      | Port Huron, Míchigan       | Estados Unidos     | McMorran Place                             |
| 20 de marzo de 1983      | Muskegon, Míchigan         | Estados Unidos     | L. C. Walker Arena                         |
| 22 de marzo de 1983      | Rockford, Illinois         | Estados Unidos     | Rockford MetroCenter                       |
| 26 de marzo de 1983      | Mount Pleasant, Míchigan   | Estados Unidos     | Rose Arena                                 |
| 27 de marzo de 1983      | London, Ontario            | Canadá             | London Gardens                             |
| 28 de marzo de 1983      | Greater Sudbury            | Canadá             | Sudbury Community Arena                    |
| 30 de marzo de 1983      | Quebec City                | Canadá             | Colisée de Québec                          |
| 31 de marzo de 1983      | Rimouski                   | Canadá             | Colisée de Rimouski                        |
| 1 de abril de 1983       | Worcester                  | Estados Unidos     | Centrum                                    |
| 2 de abril de 1983       | Atlantic City, New Jersey  | Estados Unidos     | Atlantic City Convention Hall              |
| 4 de abril de 1983       | Worcester                  | Estados Unidos     | Worcester Centrum                          |
| 5 de abril de 1983       | Glens Falls                | Estados Unidos     | Glens Falls Civic Arena                    |
| US Festival              |                            |                    |                                            |
| 29 de mayo de 1983       | San Bernardino, California | Estados Unidos     | Glen Helen Pavilion                        |